# Michael Jones

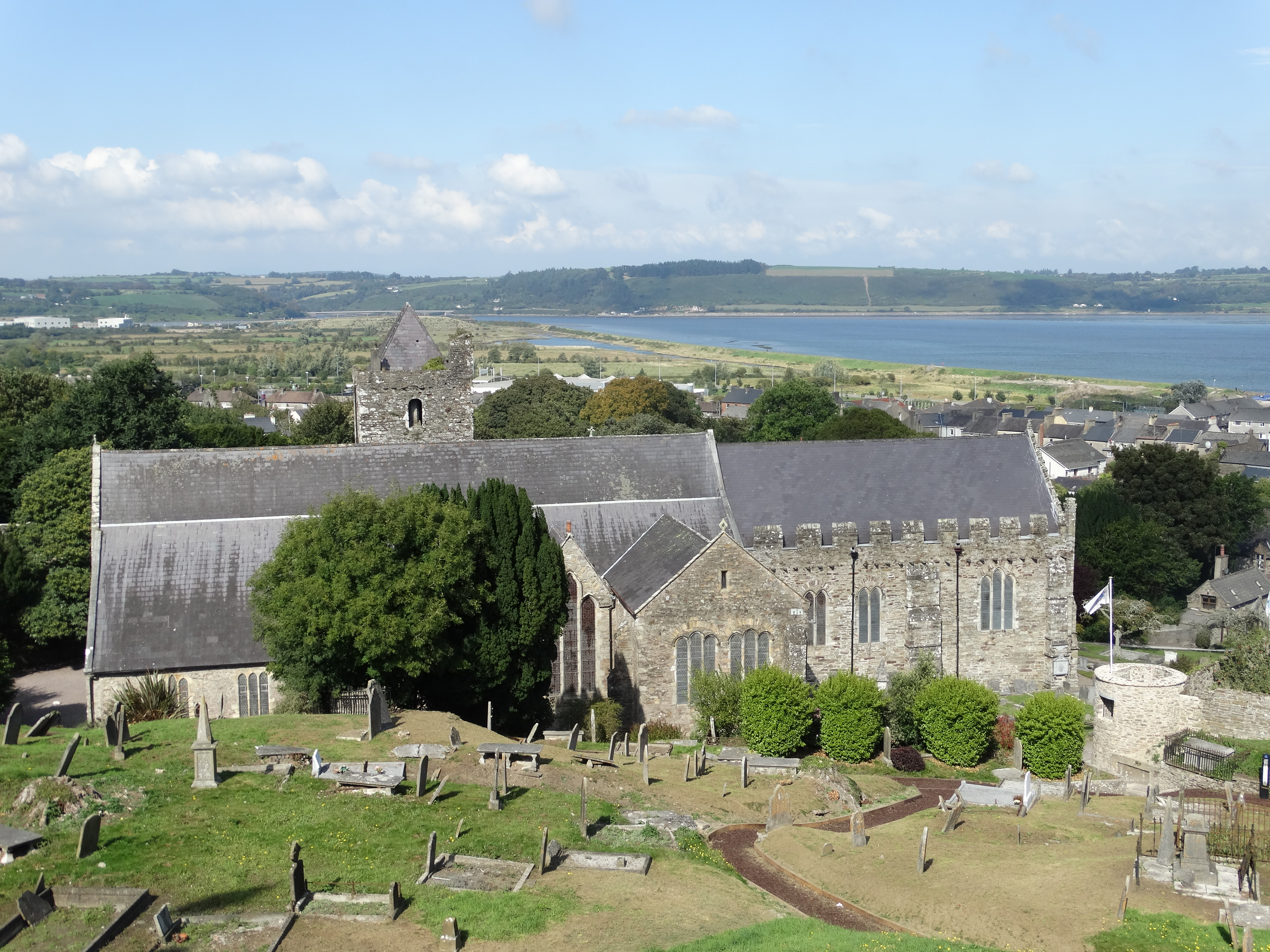
Colegiata de la Vigen María, lugar de la sepultura de Michael Jones

Michael Jones (Ardagh, 1606-Dungarvan, diciembre de 1649) fue un coronel que luchó en el bando del rey Carlos I de Inglaterra durante las guerras confederadas de Irlanda, pero que con el inicio de la Revolución inglesa se incorporó al bando del ejército parlamentario.

## Biografía
Su padre, Lewis Jones, fue un obispo anglicano oriundo de Gales que se estableció en Irlanda. En el año 1640 Michael ingresó en la escuela de Derecho, King's Inns, ubicada en Dublín. Sin embargo, con el estallido de la rebelión irlandesa de 1641 fue reclutado en el ejército del rey Carlos I, el cual posteriormente abandonó para unirse a las tropas parlamentarias (Roundheads) luchando como oficial de caballería en Inglaterra. En 1645 dirigió el asedio de Chester, y en la Batalla de Rowton Heath desempeñó un papel decisivo en la victoria parlamentaria.
Hacia 1647 su reputación era tal que al final de la primera guerra civil inglesa fue elegido para que encabezase la expedición parlamentaria a Irlanda. Su antiguo comandante el Realista Conde de Ormonde se rindió a él en junio de 1647, sin que hubiera un combate previo, y declaró: «prefiero los rebeldes ingleses a los irlandeses». Cuando Jones desembarcó en Dublín, había llevado consigo a 5.000 soldados ingleses parlamentarios. Además, heredó otros 3.000 soldados Realistas que habían estado bajo el mando de Ormonde, a los que convenció de que se uniesen a la causa parlamentaria y que luchasen en contra de la Confederación de irlandeses católicos. 
Jones avanzó hasta Trim, la cual estaba siendo sitiada por un ejército confederado proveniente de Leinster al mando del general Thomas Preston. Ambos ejércitos combatieron en la Batalla de Dungan's Hill, en la cual Jones derrotó a Preston y a las tropas confederadas, pero en dicho proceso expuso la ciudad de Dublín al ejército enemigo. La confederación sufrió un duro golpe con la pérdida de los soldados confederados de Leinster, ya que era el ejército mejor entrenado y equipado que poseían.
A pesar de que Jones informó al Parlamento inglés que se encontraba en un momento favorable para iniciar la reconquista de Irlanda, este se mantuvo protegiendo la ciudad de Dublín, la cual estaba siendo constantemente asaltada e incendiada por Owen Roe O'Neill y las tropas irlandesas del Ulster. Durante el invierno de 1647 a 1648 los soldados de Jones sufrieron numerosas enfermedades ocasionadas por la escasez de suministros.
La derrota confederada en Dungan's Hill, junto con otros fracasos militares, dio lugar a que los confederados se aliasen con los Realistas al mando del Conde de Ormonde. Es así que, con casi toda Irlanda bajo el dominio de los Realistas y declarando su lealtad al rey Carlos II de Inglaterra, el Parlamento inglés decidió enviar a Oliver Cromwell para que restaurase la paz en Irlanda. Sin embargo, Ormonde dirigió un ataque preventivo contra Dublín, con la esperanza de evitar que Cromwell y sus tropas desembarcasen en el puerto. En agosto de 1646, Jones y sus soldados echaron abajo el plan de los Realistas, después de vencerlos en la Batalla de Rathmines. La victoria antes mencionada, permitió que el ejército expedicionario de Cromwell desembarcara sin oposición dos semanas después en Ringsend. 
Posteriormente Jones participó en la campaña de conquista de Irlanda, bajo el mando de Cromwell, sitiando Waterford y Duncannon. No obstante, en diciembre de 1646, Jones falleció de fiebre en Dungarvan durante el asedio de Waterford. En aquel momento tenía el rango de Teniente General.